# بامبی
بامبی (Bambi) یک پویانمایی آمریکایی است که در سال ۱۹۴۲ به تهیه کنندگی والت دیزنی و بر پایه کتاب بامبی، یک زندگی در جنگل نوشته نویسنده فلیکس زالتن ساخته شد. فیلم در ۱۳ اوت ۱۹۴۲ عرضه شد و پنجمین پویانمایی در سری کارهای کلاسیک دیزنی محسوب می‌شود. از نگاه انجمن فیلم آمریکا، بامبی یکی از ۱۰ فیلم انیمیشن برتر جهان است.

## خلاصه داستان
ماده گوزنی یک گوزن با نام بامبی به دنیا می‌آورد که در آینده قرار است شاهزادهٔ جنگل شود، عنوانی که اکنون پدر بامبی دارد و از حیوانات جنگل در مقابل شکارچیان محافظت می‌کند. بامبی در ابتدا با یک خرگوش به نام تومپر دوست می‌شود و در ادامه با سایر حیوانات جنگل از جمله گل و فالین دوست می‌شود. او بسیار به مادرش وابسته است و مدام از مادرش در مورد دنیای اطرافش سؤال می‌پرسد و مادرش به او در مورد خطراتی که در جنگل وجود دارد هشدار می‌دهد. روزی در علفزار بامبی شاهزاده جنگل را ملاقات می‌کند اما متوجه نمی‌شود که او پدرش است در همین میان شکارچی وارد علفزار می‌شود و آنها به سمت جنگل فرار می‌کنند و بامبی از مادرش جدا می‌شود و …

## صداپیشگان نسخهٔ فارسی
- سرپرست گویندگان: خسرو خسروشاهی
- عزت‌الله مقبلی: جغد
- حسین عرفانی: پدر بامبی (سردسته گله آهو)
- خسرو خسروشاهی: بامبی (بزرگسالی)، قورباغه
- ظفر گرایی: تامپر خرگوش (بزرگسالی)
- سیاوش مینوی: گل (بزرگسالی)
- ناهید امیریان شمس‌آبادی: بامبی (بره آهو)
- منیژه نویدی: تامپر (خرگوش)
- نادره سالارپور: فالین (بره‌آهو)، کبک
- زهره شکوفنده: گل (بچه راسو)
- شمسی فضل‌الهی: مادر بامبی
- مهوش افشاری: مادر فالین، بچه‌خرگوش
- زهرا آقارضا: مادر خرگوش‌ها
- منصوره کاتبی: فالین (بزرگسالی)
- فریده شیرازی: بچه خرگوش